# Cheiracanthium peregrinum
Cheiracanthium peregrinum là một loài nhện trong họ Miturgidae.
Loài này thuộc chi Cheiracanthium. Cheiracanthium peregrinum được Tord Tamerlan Teodor Thorell miêu tả năm 1899.